# Palazzo Ruspoli

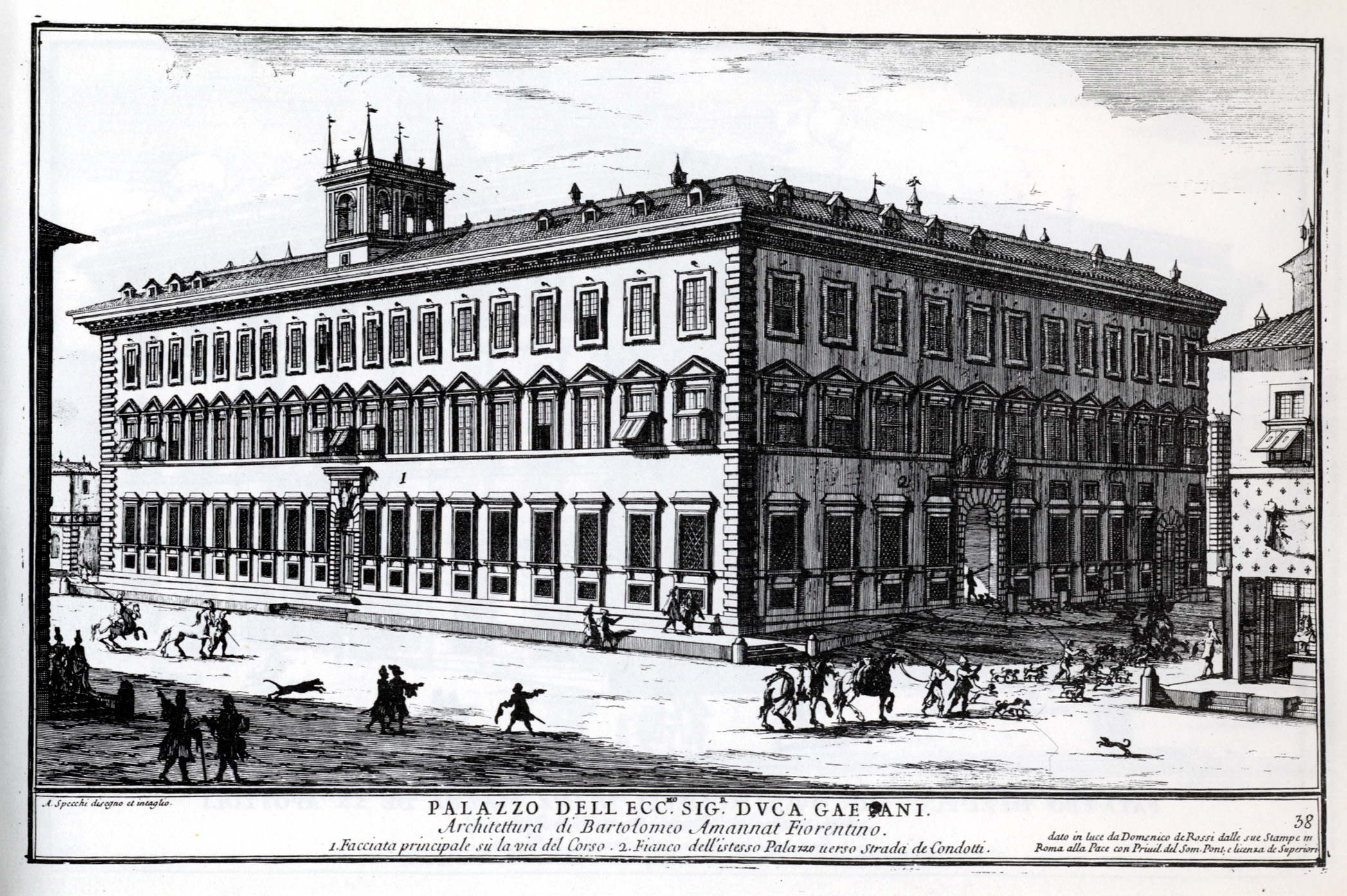
Palazzo Ruspoli im Jahre 1699

Der Palazzo Ruspoli ist ein Palast in Rom, im Stadtteil Campo Marzio, am Largo Goldoni und entlang der Via del Corso.

## Geschichte
Ab 1556 errichtete der Florentiner Architekt Bartolomeo Ammanati den Palast für die ebenfalls aus Florenz stammende Familie Rucellai. Die Caetani, die den Palast 1629 erwarben, beauftragten Martino Longhi den Jüngeren und Bartolomeo Breccioli mit der Erweiterung des Baus. 1776 kaufte die Familie Ruspoli den Palast und machten ihn zum gesellschaftlichen Mittelpunkt der Stadt. Er beherbergte zahlreiche illustre Gäste. Darunter Hortense de Beauharnais, Stieftochter von Napoléon Bonaparte und zeitweilige Königin von Holland mit ihren Söhnen Napoléon Louis und Charles Louis, dem späteren Kaiser Napoléon III., der hier seine Jugend verbrachte.

## Beschreibung

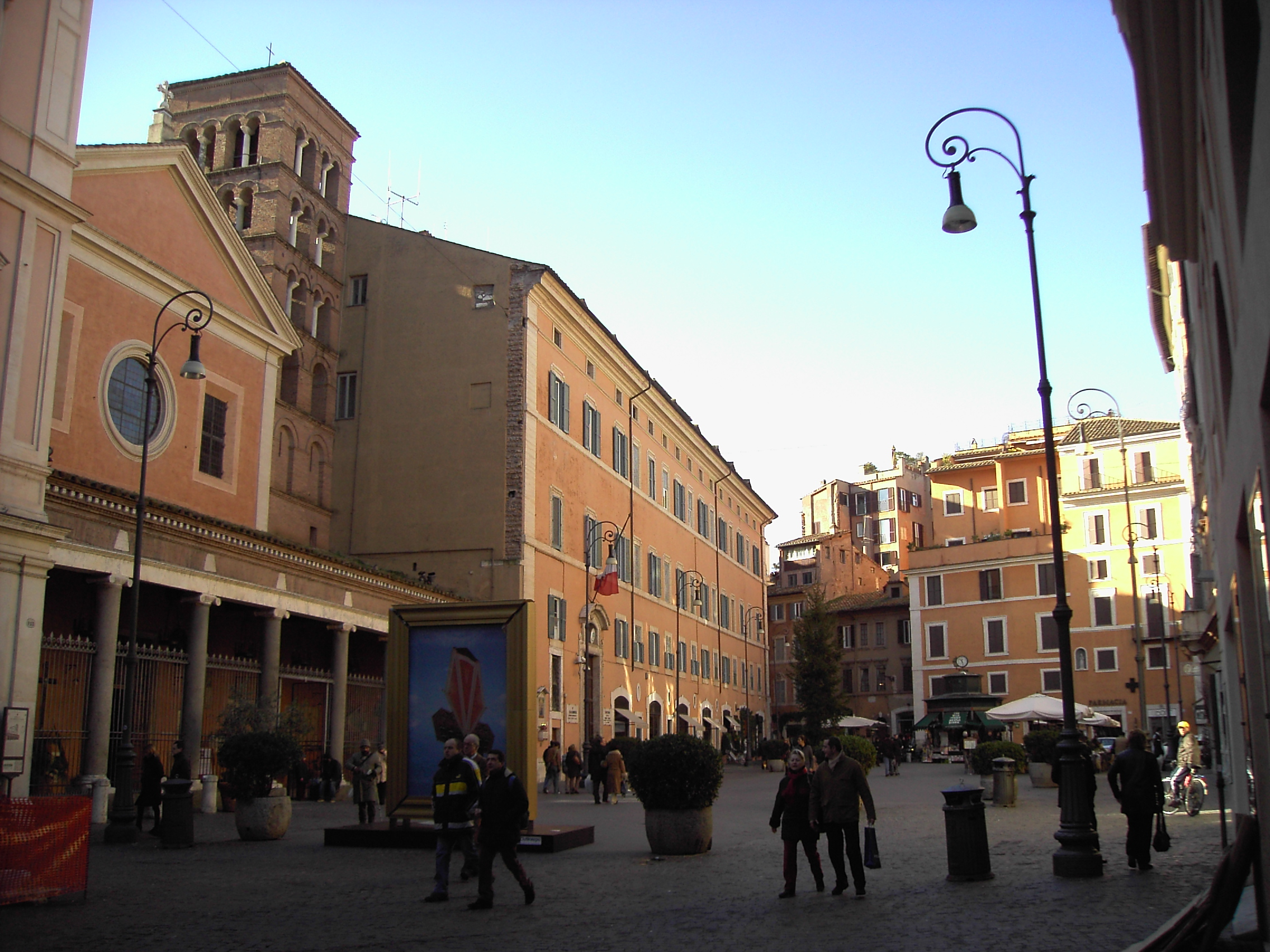
San Lorenzo in Lucina und die Schmalseite des Palazzo Ruspoli

Der Palazzo Ruspoli hat zwei Schauseiten. Die Fassade zur Via del Corso ist schlicht und schmucklos. Dagegen wird die Fassade zum Largo Goldoni durch ein aufwändiges Portal betont. Im Innenhof mit dorischen Säulen ist der Rest einer Antikensammlung der Ruspoli untergebracht, deren größter Teil in die Vatikanischen Museen gebracht wurde. Der anschließende Garten ist heute von einem Kino überbaut. Im Inneren ist vor allem die hundertstufige Treppe von Martino Longhi beachtenswert.
Im Palazzo Ruspoli hat die Kunststiftung Fondazione Memmo ihren Sitz, die dort vielbeachtete Ausstellungen ausrichtet. Ein Teil des Palastes wird noch von der Familie Ruspoli bewohnt.